# Бечменска бара
Бечменска бара или Сурчиновица је назив за језера и рибњак код Бечмена у градској општини Сурчин у Београду. Састоји се од четири језера која имају укупну дужину од 5,5 километара. Бечменска бара има облик удице укупне површине 53 хектара, а на мања језера је подељена попречним преградама, односно земљаним насипима.
Језера су богата изванредним примерцима шарана, бабушке, штуке, смуђа, амура, толстолобика и сома. Овде се организују национални, европски и светски купови у пецању.
У оквиру излетишта, постоји шеталиште дуж обале језера са летњиковцима, а на самој обали се налази и ресторан са рибљим специјалитетима.